# Apamea marginata
Apamea marginata là một loài bướm đêm trong họ Noctuidae.